# Лоз, Гилберт
Гилберт Амфривилл Лоз (англ. Gilbert Umfreville Laws; 6 января 1870, Тайн-энд-Уир — 3 декабря 1918, Уайт, Юго-Восточная Англия) — британский яхтсмен, чемпион летних Олимпийских игр 1908 года.
На Играх 1908 года в Лондоне Лоз соревновался в классе 6 м. Его команда стала первой, выиграв две из трёх гонок.